# فوهة أرخيتاس

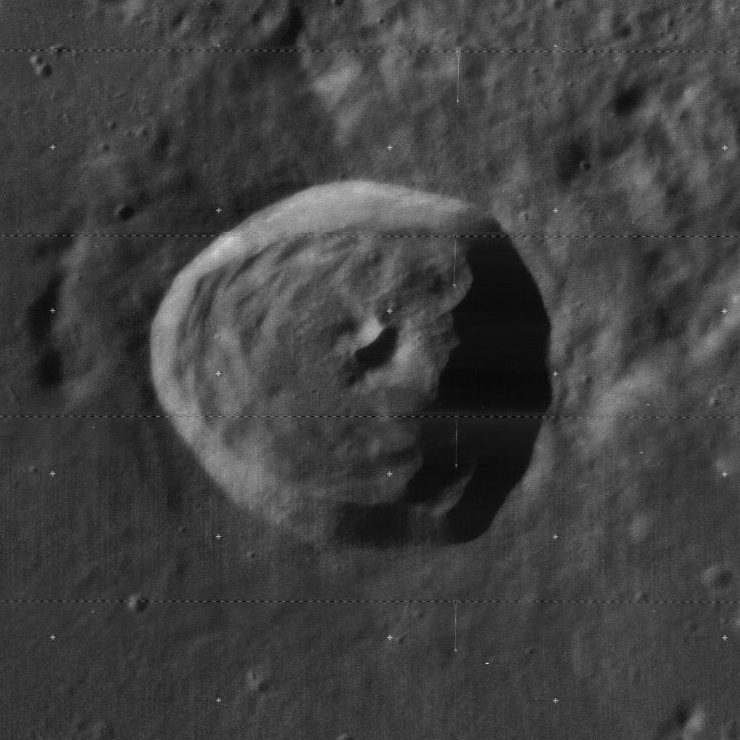
فوهة أرخيتاس
(58. 7°N 5.0°E)

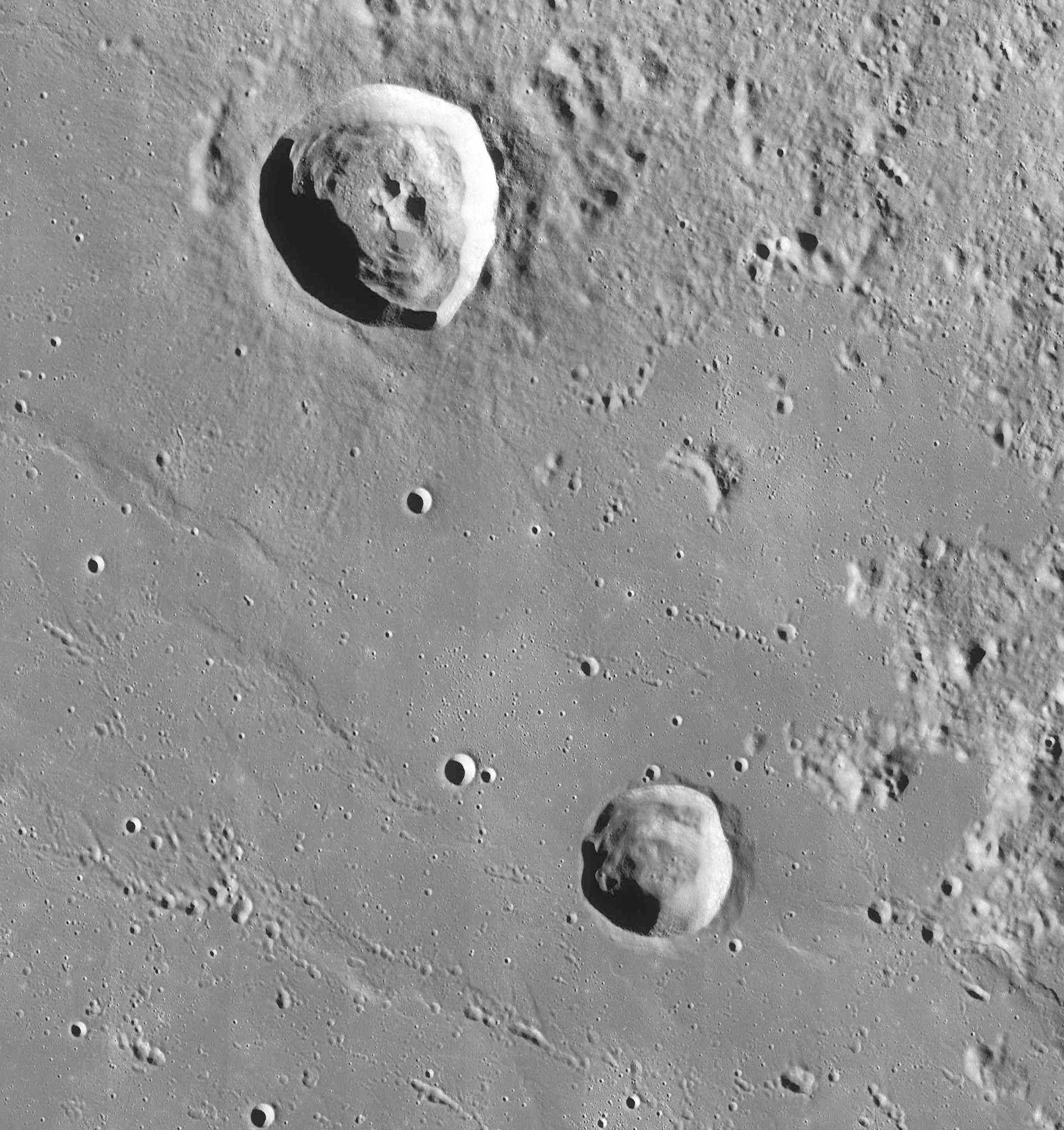
فوهة أرخيتاس أعلى يسار الصورة، وفوهة بروتاغوراس أسفل يمين الصورة. الصورة من المسبار الفضائي مستكشف القمر المداري، ناسا.

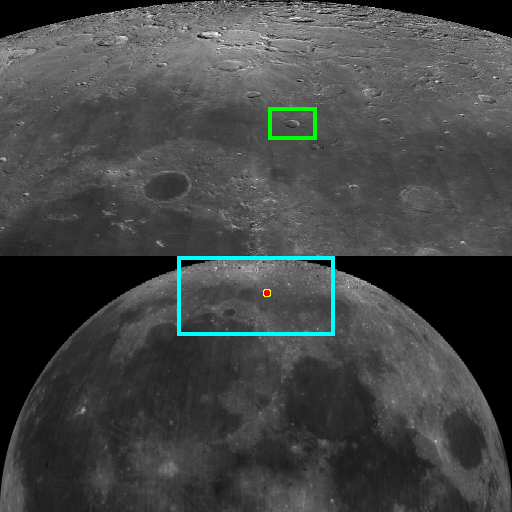
موقع فوهة أرخيتاس

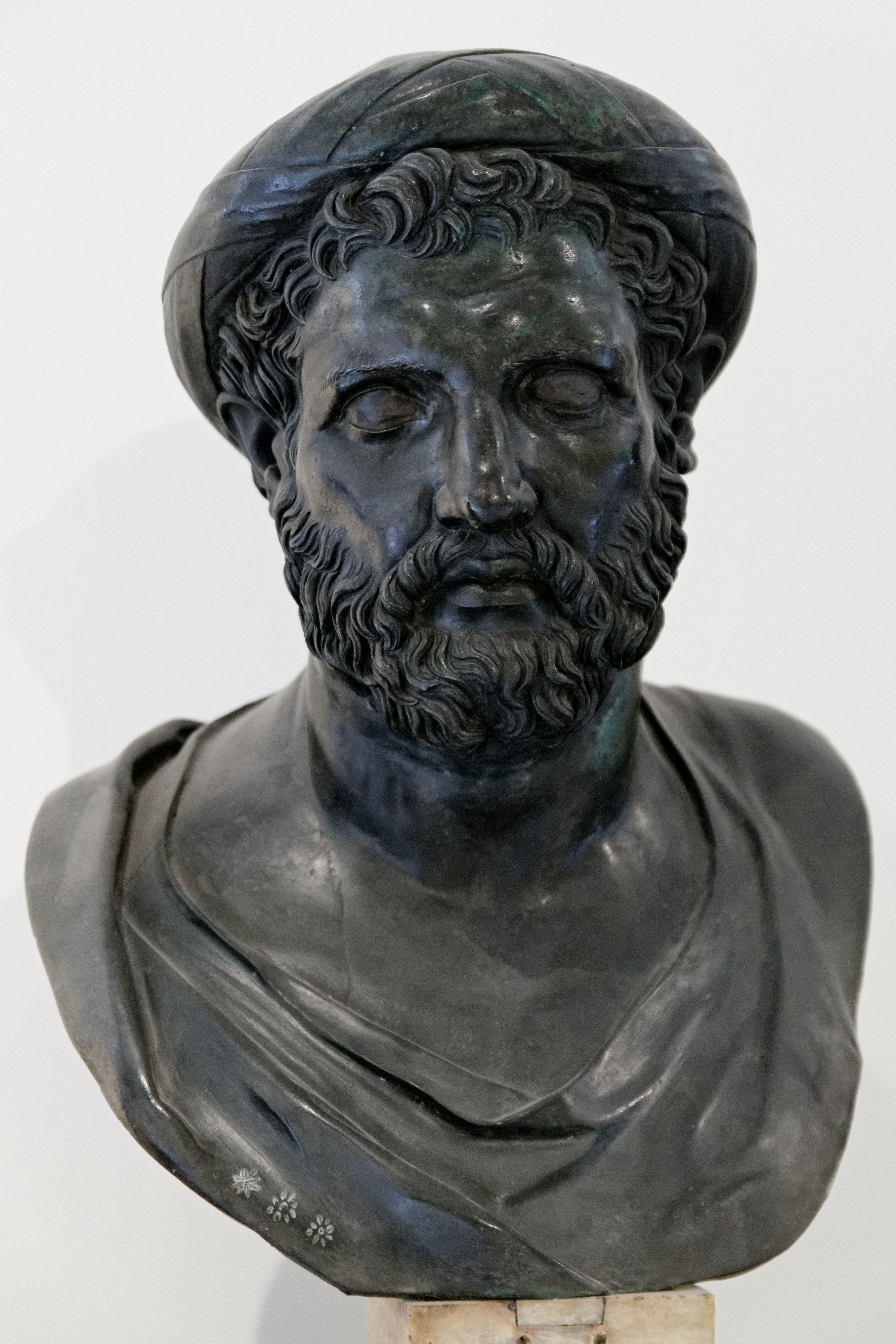
عالم الفلك والفيلسوف والرياضياتي الإغريقي أرخيتاس

فوهة أرخيتاس (58.7°N 5.0°E) هي فوهة صدمية على سطح القمر شمال فوهة ماري فريجوريس، شمال غرب فوهة تيماوس، وتحدها من الجنوب الشرقي فوهة بروتاغوراس. ومن الجنوب الغربي فوهة ماري وفوهة أفلاطون القاتمة.
سميت الفوهة على اسم عالم الفلك والفيلسوف والرياضياتي الإغريقي أرخيتاس.

## الوصف
يبلغ قطر الفوهة حوالي 32 كيلومتر، وعمقها حوالي 2.4 كيلومتر، وعلى زاوية 355° من شروق الشمس.
تتميز حواف الفوهة بأنها ذات حواف حادة يظهر عليها القليل من التآكل نتيجة عوامل التعرية والظروف البيئية. وأن جدارها الخارجي على شكل دائري مع انبعاج بسيط في الناحية الجنوبية الشرقية. أما الحافة الداخلية فصلبة، مع تحلل العديد من المواد على سطحها. السطح المحيط بالفوهة من ناحية الجنوب ناعم إلى حد كبير بسبب تدفقات الحمم البركانية، ولكنه أكثر وعورة في الشمال والشمال الغربي.
توجد فوهتين بارزتين شرق مركز الفوهة.

## فوهات القمر الصناعي
لرسم خريطة مماثلة لفوهات القمر يتم وضح حروف على كل جانب من جوانب الفوهة ومركزها لكل حرف منهم دلاله معينة.
| فوهة أرخيتاس | خط طول  | خط عرض  | القطر      |
| ------------ | ------- | ------- | ---------- |
| B            | 61.3° N | 3.2° E  | 36 كيلومتر |
| D            | 63.5° N | 11.8° E | 43 كيلومتر |
| G            | 55.6° N | 0.5° E  | 7 كيلومتر  |
| K            | 62.6° N | 7.7° E  | 15 كيلومتر |
| L            | 56.2° N | 0.9° E  | 5 كيلومتر  |
| U            | 62.8° N | 9.2° E  | 8 كيلومتر  |
| W            | 61.2° N | 5.2° E  | 6 كيلومتر  |

## وصلات خارجية
- فوهات القمر